# Le Bourget-du-Lac
 Le Bourget-du-Lac  es una población y comuna francesa, en la región de Ródano-Alpes, departamento de Saboya, en el distrito de Chambéry y cantón de La Motte-Servolex.

## Demografía
| 1449 | 1849 | 1863 | 2098 | 2886 | 3945 |
| Para los censos de 1962 a 1999 la población legal corresponde a la población sin duplicidades (Fuente: INSEE [Consultar]) |      |      |      |      |      |